# Nuottijärvi (sjö i Kajanaland, lat 64,65, long 28,65)
Nuottijärvi är en sjö i Finland. Den ligger i kommunen Hyrynsalmi i landskapet Kajanaland, i den centrala delen av landet, 500 km norr om huvudstaden Helsingfors. Nuottijärvi ligger 159,8 meter över havet. Den är 18 meter djup. Arean är 2,67 kvadratkilometer och strandlinjen är 9,75 kilometer lång. Sjön  ingår i Uleälvens huvudavrinningsområde. 